# Aéroport de Bertoua
L’aéroport de Bertoua (code IATA : BTA • code OACI : FKKO) dessert la région de l'Est du Cameroun.
Selon la Cameroon Civil Aviation Authority, sa capacité est de 100 000 passagers par an, mais il n’est utilisé qu'à 0,2%.
Restés longtemps inutilisé, les autorités décident en 2017 de le réhabiliter et de les rendre opérationnels dès la fin des travaux prévus en septembre 2017.